# 李斯特内燃机及测试设备公司
李斯特内燃机及测试设备公司（德語：Anstalt für Verbrennungskraftmaschinen List，简称AVL）是奥地利一家汽车工业咨询公司及独立研究机构，主要从事内燃机研究开发、内燃机测试设备和汽车测试设备研究及销售。公司总部位于奥地利格拉茨，拥有10000名员工。
AVL公司由奥地利机械工程专家汉斯·李斯特教授（Hans List）于1948年创立；汉斯·李斯特教授曾于1926年至1932年前往中国，在上海同济大学任职教授，并开始其发动机领域的研究生涯。在第二次世界大战结束之后的经济复苏阶段，李斯特教授成立了AVL公司，首先研究柴油卡车所使用的柴油机，其后并扩展至内燃机仪表、内燃机测试系统、汽车设计等领域。
至今，AVL公司的技术中心已经遍布世界，除了位于奥地利格拉茨的总部，并包括德国、中国、斯洛文尼亚、克罗地亚、瑞典、日本等十三个国家。